# کاربید تیتانیوم
تیتانیوم کاربید، TiC، یکی از انواع سرامیک‌ها است که از ترکیب دو عنصر تیتانیوم و کربن تشکیل شده‌است.